# Port-sur-Seille
 Port-sur-Seille  es una población y comuna francesa, en la región de Lorena, departamento de Meurthe y Mosela, en el distrito de Nancy y cantón de Pont-à-Mousson.

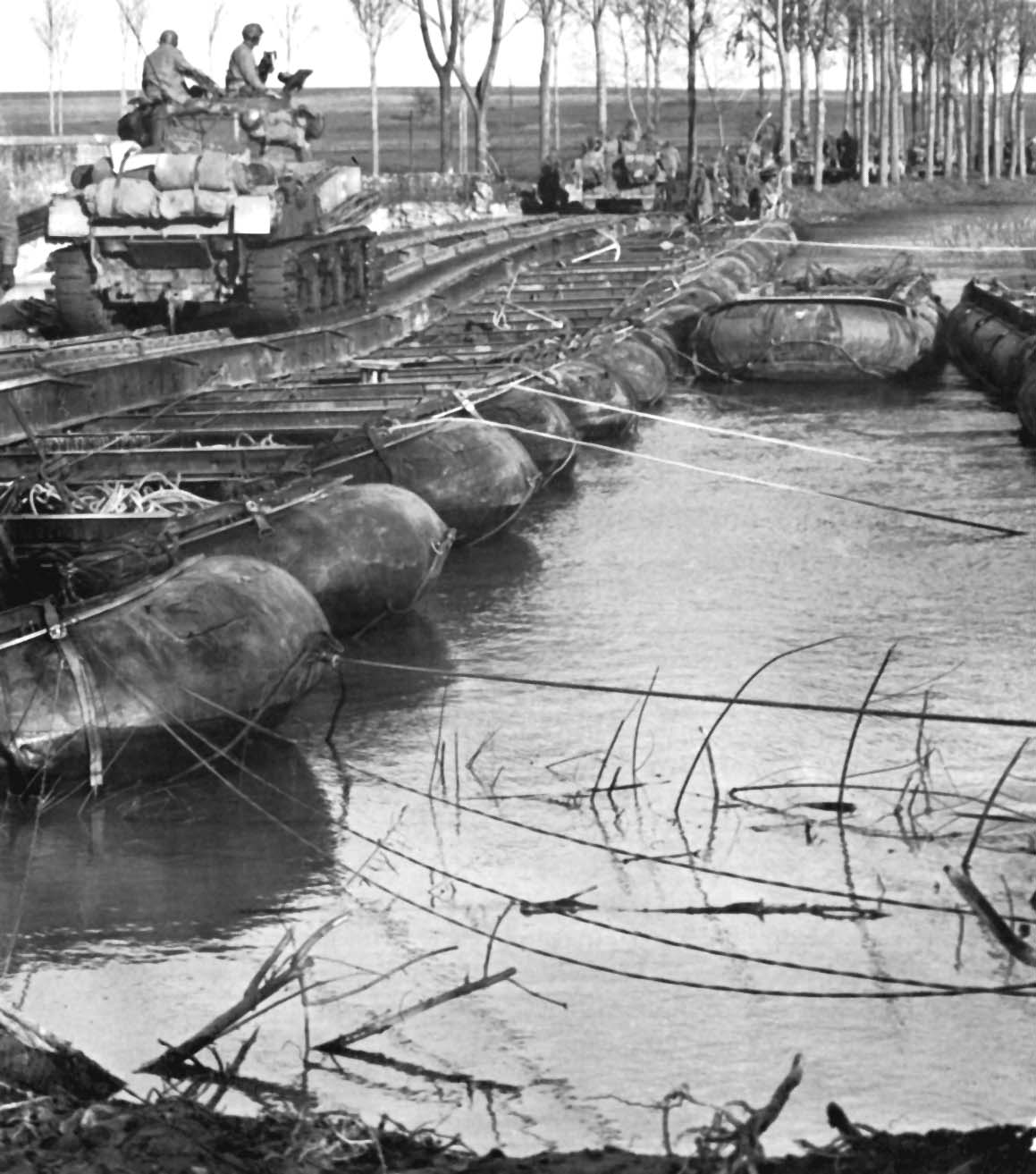
Tropas del ejército de los Estados Unidos atravesando el río Seille en 1944.

## Demografía
| 180 | 147 | 162 | 170 | 203 | 193 |
| Para los censos de 1962 a 1999 la población legal corresponde a la población sin duplicidades (Fuente: INSEE [Consultar]) |     |     |     |     |     |